# Chůva na zabití
Chůva na zabití (v anglickém originále The Babysitter) je americká černá komedie z roku 2017, kterou režíroval McG a napsal Brian Duffield. Ve filmu hrají Samara Weaving, Judah Lewis, Hana Mae Lee, Robbie Amell a Bella Thorne. 

## Synopse
Film sleduje osamělého dvanáctiletého chlapce Colea (Judah Lewis), který zjistí, že jeho chůva (Samara Weaving) je součástí satanistického kultu, který ho chce zabít.

## Obsazení
| Samara Weaving | chůva Bee |
| Judah Lewis    | Cole      |
| Hana Mae Lee   | Sonya     |
| Robbie Amell   | Max       |
| Bella Thorne   | Allison   |

## Vývoj a produkce
Dne 24. listopadu 2014 bylo oznámeno, že scénář této hororové komedie koupila společnost Wonderland Sound and Vision McG. Projekt přivedl výkonný producent Steven Bello. V prosinci 2014 se scénář objevil na Černé listině nejlepších neprodukovaných scénářů v Hollywoodu za rok 2014.
O režii filmu jednali Joe Lynch a Jason Eisener. Hlavní natáčení začalo 27. října 2015 v Los Angeles.

## Vydání
Film byl společností Netflix uveden 13. října 2017 a od kritiků získal převážně pozitivní recenze. Filmové pokračování s názvem Chůva na zabití: Krvavá královna bylo vydáno 10. září 2020.